# ميك جانون
ميك جانون (بالإنجليزية: Mick Gannon)‏ (2 فبراير 1943 بليفربول في المملكة المتحدة - ) هو لاعب كرة قدم بريطاني في مركز الدفاع. لعب مع سكونثورب يونايتد ونادي إيفرتون ونادي كرو ألكساندرا ونادي ألترينتشام.

## وصلات خارجية
- ميك جانون على موقع قاعدة بيانات كرة القدم.إي يو (الإنجليزية)